# ラテラノ宮殿

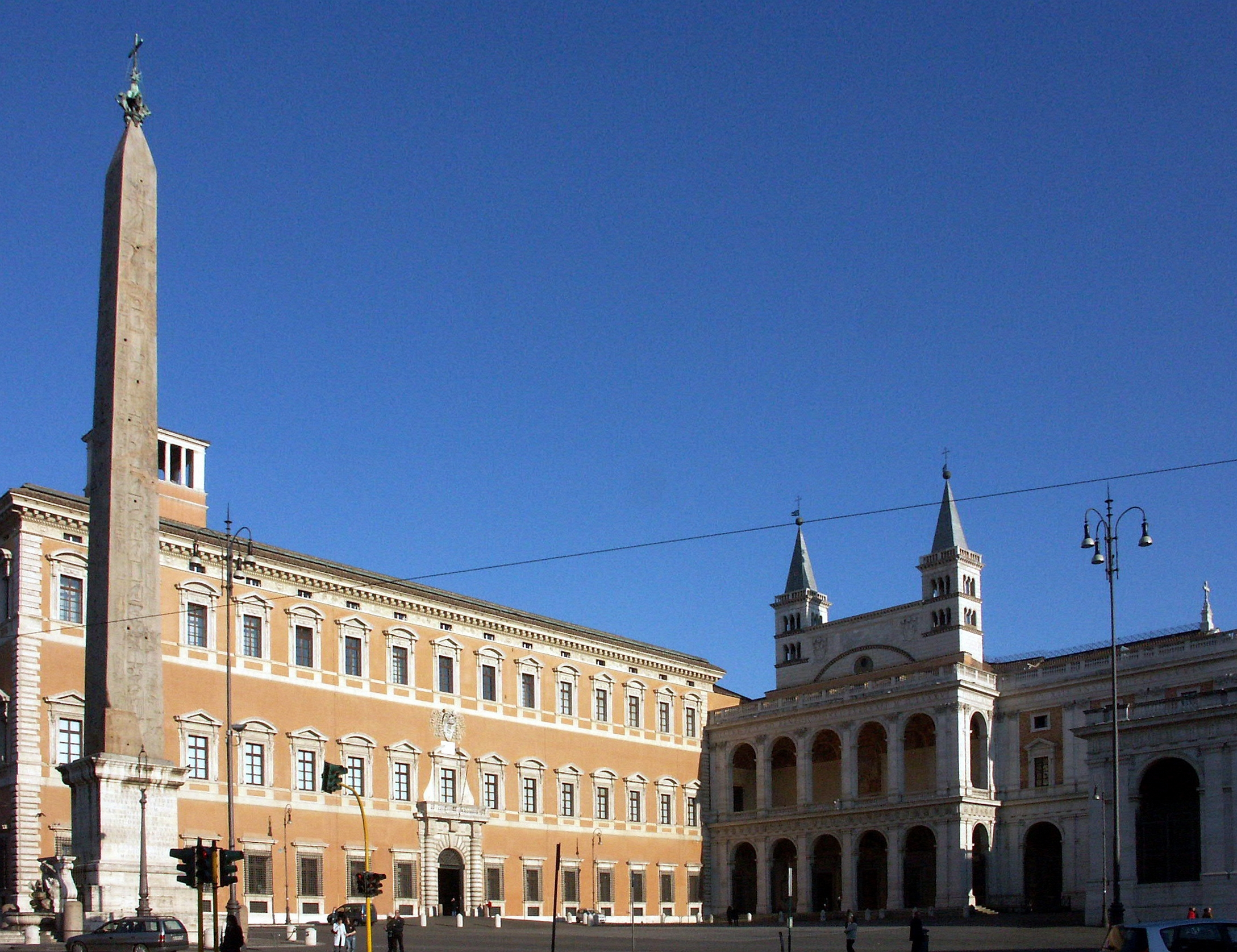
ラテラノ宮殿（左）とラテラノ・オベリスク

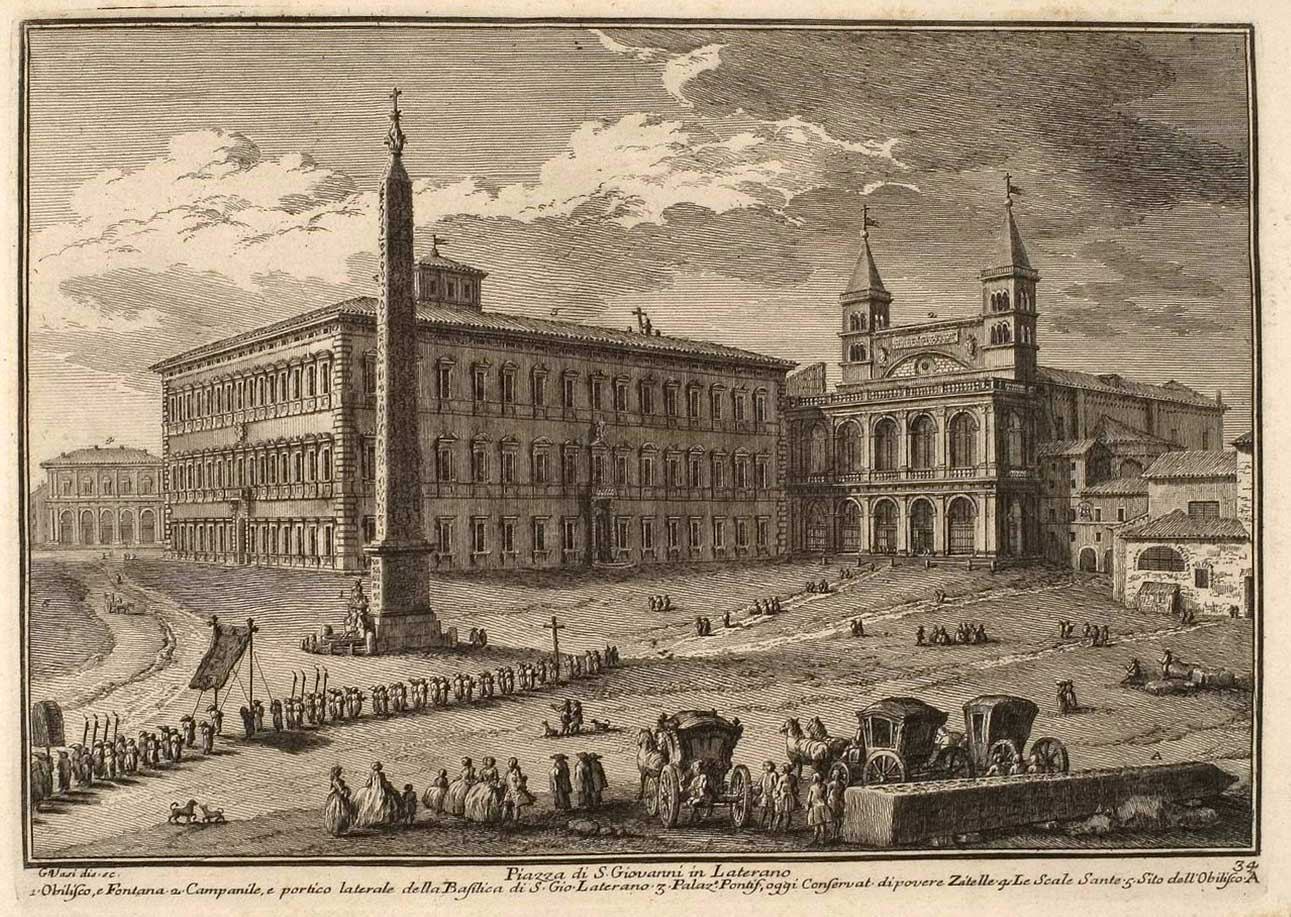
ラテラノ宮殿とトトメス3世のオベリスク、右側にはサン・ジョヴァンニ・ラテラノ教会、18世紀の版画

ラテラノ宮殿（ラテラノきゅうでん）は、ローマ帝国時代の宮殿で、後にローマ教皇が住んでいた宮殿。
ローマ、サン・ジョバンニ・イン・ラテラノ大聖堂に隣接し、現在は博物館になっている。

## 歴史
4世紀の始めにコンスタンティヌス1世から教皇へ贈られ、サン・ジョバンニ広場のラテラノ宮殿は教皇の住居となり、約1,000年間続いた。
10世紀に、セルギウス3世は火事にあった宮殿を修理、インノケンティウス3世が装飾を施した。ダンテは“人間の業績を超える”と褒め讃えた。
アヴィニョン捕囚時代に、宮殿は衰退。
1307年と1361年の火事で修復不可能なほどに被災、アヴィニョンから多く人が再建に送られたが、被災前の状態には戻らなかった。教皇はローマに戻った時、サンタ・マリア・トラステヴェレ大聖堂、次にサンタ・マリア・マッジョーレ大聖堂に居住、そしてバチカンに住居を建築した。シクストゥス5世は建物を取り壊し、現在ある小さくした建築を建てた。